# Ристич, Ненад
Ненад Ристич (серб. Ненад Ристић; род. 19 ноября 1958) — сербский шахматист, гроссмейстер (1997).
Был капитаном женской сборной Сербии и Черногории по шахматам.
В составе различных клубов многократный участник Кубков европейских клубов. 
Участник ряда международных турниров: командный чемпионат Европы среди сеньоров, категория +50 (2017), чемпионат Европы по блицу (2018), чемпионат Европы по рапиду (2018).

## Изменения рейтинга
| Графики недоступны из-за технических проблем. См. информацию на Фабрикаторе и на mediawiki.org. |